# ダヴィデ・ニコーラ
- ダヴィデ・ニコラ

ダヴィデ・ニコーラ（Davide Nicola、1973年3月5日 - ）は、イタリア・ルゼルナ・サン・ジョヴァンニ出身の元サッカー選手、現サッカー指導者。USクレモネーゼ監督。

## 経歴

### 選手
ジェノアCFCのユースチームで育ち、プロデビュー後もジェノアやテルナーナ・カルチョなどでキャリアの大半をセリエBで過ごした。2004-2005シーズンに在籍したACシエーナで唯一セリエAの舞台を経験し、リーグ戦15試合に出場。セリエBのトリノFCに在籍していた2005-2006シーズンの昇格プレーオフ決勝では、延長戦に得点を挙げクラブのセリエA復帰に貢献した。2010年にレガ・プロ・プリマ・ディヴィジオーネ（3部）のACルメッツァーネで現役を引退した。

### 監督
選手生活を終えたルメッツァーネで、2010年から指導者としてのキャリアをスタートした。
2012年夏、セリエBのASリヴォルノ・カルチョの監督に就任。初年度の2012-13シーズンは3位となり、さらに4チームによる昇格プレーオフも制して、クラブを3年ぶりのセリエAに導いた。指導者として初のセリエAの舞台となった2013-14シーズンであったが、降格圏に沈み1月に解任。シーズン終盤の4月に再び呼び戻されたものの、クラブをセリエBへの降格から救うことはできなかった。
2014年11月17日、デーヴィス・マンジャの後任として、セリエBのFCバーリ1908の監督に就任した。初年度を10位で終え、続く2015-16シーズンも指揮を執ったが、2015年12月31日に解任された。
2016年6月23日、イヴァン・ユリッチの後任として、セリエAに初昇格したFCクロトーネの監督に就任した。初年度の2016-17シーズンは序盤から苦戦し、第29節を終えた段階で勝ち点は14ポイントしか獲得できず、19位で降格圏に沈んでいた。それでも、第31節にはインテルに勝利し、第34節にはACミランに引き分けるなど着実に勝ち点を積み重ねると、18位で迎えた最終節SSラツィオ戦に勝利したことで、エンポリFCと入れ替わる形で残留ラインの17位でシーズンを終えた。結果的に第30節以降の9試合で6勝2分1敗の20ポイントを積み上げる形で、クラブをセリエA残留に導いた。なお、4月にインタビューで「もしセリエAに残留できたら、クロトーネから故郷のトリノまでを自転車で縦断する」という旨を冗談交じりで公言していたために、実際にシーズン終了後の6月9日から9日間かけてクロトーネの本拠地スタディオ・エツィオ・シーダからトリノ近郊のヴィゴーネまでの1300kmの道のりを自転車で走破した。翌2017-18シーズンも引き続きクロトーネの指揮を執ったが、第15節を終えて16位となっているなか、2017年12月6日に辞任した。
2018年11月13日、フリオ・ベラスケスの後任として、セリエA17位のウディネーゼ・カルチョの監督に就任した。就任後初の試合となったホームでのASローマ戦には勝利したものの、その後は成績を立て直すことができず、ユヴェントスFCとSSCナポリに4失点を喫して連敗したのち、2019年3月20日に解任された。
2019年12月28日、ティアゴ・モッタの後任として、現役時代に長く在籍したジェノアCFCの監督に就任した。就任時にセリエAで最下位の20位に沈んでいたクラブを、新型コロナウイルスの流行でシーズンが一時中断される中、最終的には17位まで引き上げ1部残留に導いた。しかしシーズンオフ中の2020年8月26日にクラブを退団した。
2021年1月19日、マルコ・ジャンパオロの後任として、降格圏に沈むセリエA18位のトリノFCの監督に就任した。最終的に17位でシーズンを終えクラブを1部残留に導いたものの、5月28日にクラブはニコーラの退団を発表した。
2022年2月15日、ステファノ・コラントゥオーノの後任として、セリエA最下位のUSサレルニターナ1919の監督に就任した。すると、4月16日のUCサンプドリア戦以降の7試合を4勝3分けで乗り切るなど、最終的に17位にまで順位を上げ、クラブを1部残留に導いた。シーズン終了後の6月3日、クラブと新たに2年間の契約を結んだ。2022-23シーズン半ばの2023年1月15日に敵地で行われた第18節アタランタBC戦で2-8の大敗を喫した翌日にはクラブから解任が発表されたが、その2日後には一転して続投が決定。しかし、復帰後もリーグ戦4試合で1勝3敗の結果となるなか、2月15日に再び解任された。
2024年1月15日、アウレリオ・アンドレアッツォーリの後任として、セリエA19位のエンポリFCの監督にシーズン終了までの契約で就任した。着任後の6試合は3勝3分と好スタートを切ったものの、その後は勝ち点を伸ばせず、第37節を終えても降格圏内の18位に沈んでいた。しかし迎えた最終節、勝利が求められたホームでのローマ戦で、1-1のまま突入した後半アディショナルにエムベイェ・ニアンが勝ち越しゴールを挙げ土壇場で勝利をつかむと、フロジノーネ・カルチョを上回る17位となりセリエA残留を果たした。降格を免れたことによりオプションが自動的に行使され、クラブとの契約が2025年まで延長された。
2024年7月5日、エンポリとの契約を解除すると、前シーズン限りで退任したクラウディオ・ラニエーリの後任として、カリアリ・カルチョの監督に延長オプション付きの2年契約で就任することが発表された。最終的にチームを15位に導きセリエA残留を果たしたものの、2025年6月に退任した。
2025年7月2日、前シーズン限りで退任したジョヴァンニ・ストロッパの後任として、セリエAに昇格したUSクレモネーゼの監督に2027年6月までの契約で就任した。

## エピソード
2014年7月、自転車に乗っていた当時14歳の息子をバスとの交通事故によって喪った。このこともあり、上述の2017年6月の自転車による9日間のイタリア縦断は、道路交通の安全への啓発も兼ねたものとなった。